# Lucie Voňková
Lucie Voňková (* 28. Februar 1992 in Teplice) ist eine ehemalige tschechische Fußballspielerin.

## Karriere

### Vereine
Lucie Voňková begann beim FK Teplice, dem in ihrem Geburtsort ansässigen Fußballverein mit dem Fußballspielen. 14-jährig wechselte sie zu Slavia Prag, für den sie annähernd 100 Ligaspiele bestritt, bevor sie zur Saison 2012/13 zum Stadtrivalen Sparta Prag wechselte. In 24 Punktspielen erzielte sie 18 Tore und verhalf der Mannschaft zum Meistertitel und zum Pokalsieg.
Zur Saison 2013/14 verpflichtete sie der deutsche Bundesligist FCR 2001 Duisburg, für den sie am 8. September 2013 bei der 0:3-Niederlage im Auswärtsspiel gegen Bayer 04 Leverkusen von Beginn an debütierte.
Nach der Saison 2014/15 verließ sie den MSV Duisburg und wechselte zum FF USV Jena, bei dem sie einen bis zum 30. Juni 2017 gültigen Vertrag erhielt.
Zur Saison 2017/18 verpflichtete sie der FC Bayern München, bei dem sie einen bis zum 30. Juni 2019 gültigen Vertrag unterzeichnete. Ihr Debüt krönte sie am 2. September 2017 (1. Spieltag) beim 3:0-Sieg im Auswärtsspiel gegen die SGS Essen von Beginn an gleich mit ihrem ersten Tor, dem Treffer zum 2:0 in der 61. Minute. Zur Saison 2019/20 wurde sie vom niederländischen Erstligisten Ajax Amsterdam verpflichtet. Ihr Debüt am 25. August 2019 (1. Spieltag) im Auswärtsspiel gegen VV Alkmaar krönte sie mit dem 2:1-Siegtor in der 48. Minute. Mit dem Spiel am 30. Mai 2021 (6. Spieltag) beim 5:3-Sieg im Auswärtsspiel gegen ADO Den Haag, in dem sie in der 66. Minute für Stefanie van der Gragt eingewechselt wurde, war sie das letzte Mal als Fußballspielerin aktiv. Aus gesundheitlichen Gründen beendete sie mit Ablauf der Saison zum 30. Juni 2021 ihre Spielerkarriere.

### Nationalmannschaft

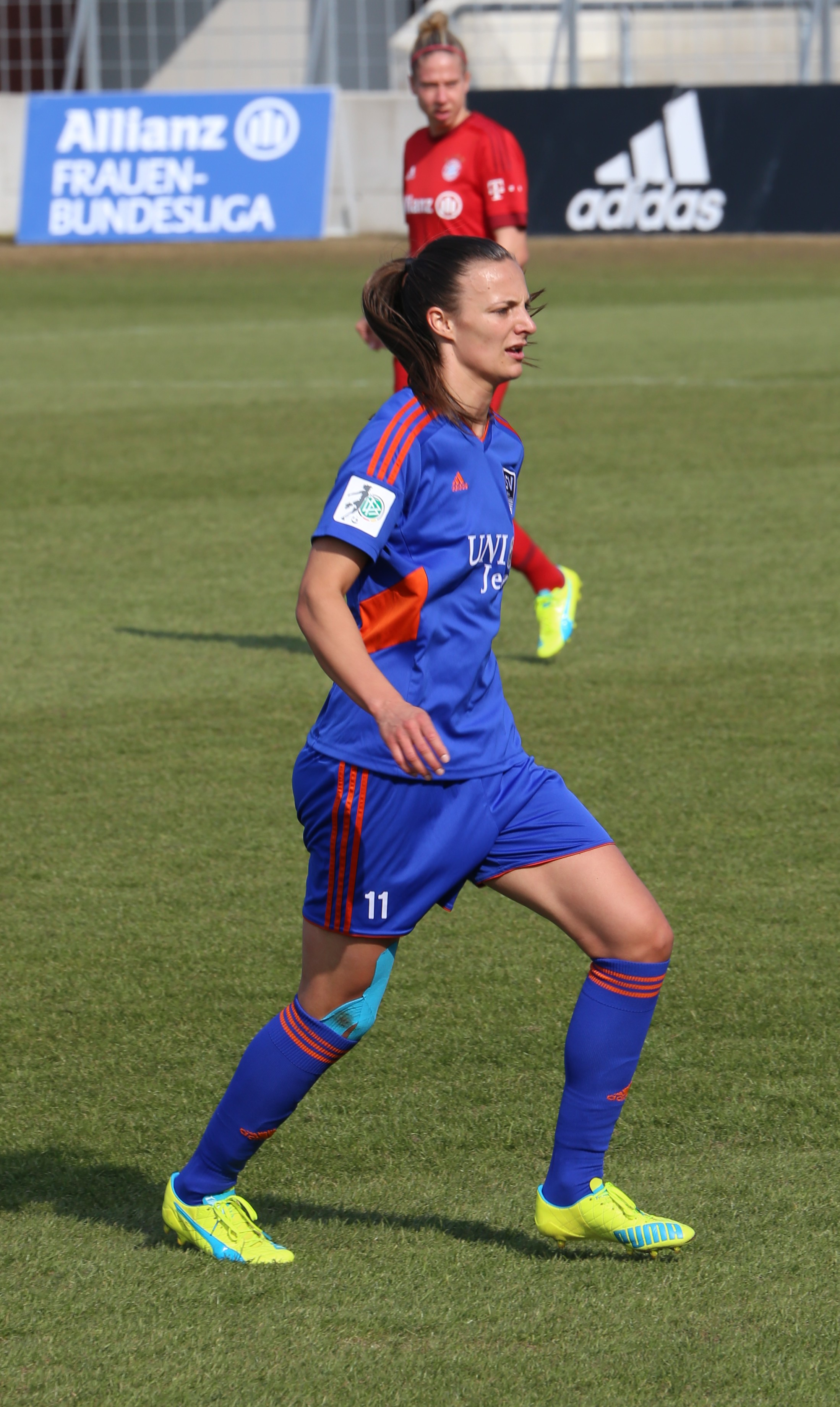
Voňková im Trikot des
USV Jena (2016)

Am 31. Mai 2009 debütierte sie in der A-Nationalmannschaft, die in Náchod gegen die Nationalmannschaft Polens mit 0:2 verlor. Ihr erstes Länderspieltor gelang ihr am 26. November 2010 in Győr beim 4:3-Sieg gegen die Nationalmannschaft Ungarns mit dem Treffer zum 4:2 in der 79. Minute. Ihr letztes von 72 Länderspielen bestritt sie am 11. Juni 2021 in Cartagena bei der 0:5-Niederlage gegen die Nationalmannschaft Polens.

## Erfolge
Nationalmannschaft
- Slavic-Cup Finalist 2013

FC Bayern München
- DFB-Pokal-Finalist 2018

Sparta Prag
- Tschechischer Meister 2013
- Tschechischer Pokal-Sieger 2013

## Auszeichnung
- Tschechische Fußballerin des Jahres 2016, 2017

## Sonstiges
Am 3. Oktober 2018 heiratete Voňková die ehemalige niederländische Nationalspielerin und Teamkollegin Claudia van den Heiligenberg, die sie in der Jenaer Zeit kennengelernt hatte.